# Idioma timucua
El timucua es una lengua indígena extinta hablada hasta el siglo XVIII en el norte y centro de Florida, el sudeste de Georgia, y el este de Alabama por los timucuas. Se conocen once dialectos diferentes, que coincidían con las fronteras tribales y cuyas diferencias son ligeras.

## Aspectos históricos, sociales y culturales

### Historia
El timucua fue la lengua principal usada en esa región a la llegada de los españoles. La evidencia lingüística y arqueológica sugiere que los timucuas habrían estado asentados en la zona desde al menos el 2000 a. C..
Solo se conservan nueve fuentes primarias sobre el timucua, incluyendo una carta de 1688 dirigida a la corona española, traducida del timucua al español, y dos catecismos escritos en timucua por el sacerdote español Gregorio de Movilla en 1635. La principal fuente de información sobre la lengua son las obras del sacerdote Francisco Pareja (1595), un misionero franciscano procedente de San Agustín. Este religioso vivió entre los timucua durante 31 años y escribió muchos catecismos español-timucua, así como una gramática de la lengua.
En 1763, los pocos timucua supervivientes fueron trasladados a Cuba, cerca de La Habana, la lengua no sobrevivió más allá del siglo XVIII.

### Dialectos
El padre Pareja nombra en sus obras nueve o diez dialectos cada uno hablado por una o más tribus timucuas en el noreste de Florida y el sureste de Georgia:
1. Timucua (propiamente dicho), hablado por la tribu Utina septentrional, entre el bajo río St. Johns y el río Suwannee, al norte del río Santa Fe en Florida y al sur de Georgia.
2. Potano, hablado por los Potano, los Yustaga y posiblemente los Ocale, entre los ríos Aucilla y Suwannee en Florida extendiéndose al sur de Georgia, pero no a lo largo de la costa del golfo de México (con la posible excepción de la desembocadura del Suwannee), entre los ríos Suwannee y Oklawaha, extendiéndose al área entre el Oklawaha y el río Withlacoochee.
3. Itafi (o Icafui), hablado por los Icafui/Cascange y los Ibi, en el sureste de Georgia, a lo largo de la costa norte de la isla de Cumberland al norte del río Altamaha y en el interior al oeste de la tribu Yufera.

## Clasificación
No se ha probado ningún parentesco filogenético entre timucua y ninguna otra lengua de América del Norte, ni tampoco existen demasiado préstamos léxicos entre el timucua y otras lenguas. Sin embargo, se han propuesto algunos parentescos posibles con lenguas de Norteamérica como las lenguas muskogui, las lenguas algonquinas, las lenguas siux e incluso con lenguas del Caribe y norte de Sudamérica como las lenguas arawak y las lenguas caribes, aunque ninguna de estas propuestas resulta demasiado convincente y en general han sido descartadas.
Más recientemente, el lingüista Julian Granberry ha propuesto cierta evidencia en favor del parentesco con el warao, una lengua aislada de Venezuela. Esta propuesta sigue en debate entre los especialistas, aunque Lyle Campbell la considera muy poco convincente.

## Descripción lingüística

### Fonología
La antigüedad de las fuentes sobre el timucua, no permiten un análisis fonológico seguro de la lengua, y los sonidos de la lengua solo pueden ser conjeturados sobre la base de las fuentes existentes, particularmente a partir de la obra de Pareja. En los cuadros que siguen las unidades fonémicas conjeturadas se colocan entre barras /·/ mientras que la ortografía usada originalmente se indica en cursiva.
El inventrio consonántico constaría de las siguientes unidades:
|             | Biabial | Labio- dental | Alveolar | Palato- alveolar | Velar    | Labio- velar | Glotal |
| ----------- | ------- | ------------- | -------- | ---------------- | -------- | ------------ | ------ |
| Oclusiva    | p /p/   |               | t /t/    |                  | c, q /k/ | qu /kʷ/      |        |
| Africada    |         |               |          | ch /tʃ/          |          |              |        |
| Fricativa   | b /β/   | f /f/(φ?)     | s /s/    |                  |          |              | h /h/  |
| Nasal       | m /m/   |               | n /n/    |                  |          |              |        |
| Vibrante    |         |               | r /ɾ/    |                  |          |              |        |
| Aproximante |         |               | l /l/    | y /j/            |          |              |        |

- /k/ se representa mediante c cuando va seguida de /a/, /o/, o /u/; y mediante qu ante /e/ o /i/.
- No parece haber ninguna oclusiva sonora, [d] aparece solo como alófono de /t/ tras /n/
- El fonema /g/ existió solo en préstamos del español como gato.
- El estatus fonémico de /f/ y /b/ es dudoso.
- Los únicos grupos consonánticos posibles son /nt/ y /st/.
- No aparecen consonantes geminadas.